# Porsche 911 GT3 R (997)
La Porsche 911 GT3 R est une voiture développée autour de la 911 GT3 Cup (type 997). Dédiée à la catégorie GT3, qui lui donne son nom, cette 911 a entre autres remporté les 24 Heures de Dubaï 2014. Elle a également servi de base à la Porsche 911 GT3 R Hybrid.

## Palmarès

### 2011
| Équipe            | Championnat | Pilote                            |
| ----------------- | ----------- | --------------------------------- |
| Pro GT By Alméras | GT Tour     | Anthony Beltoise Laurent Pasquali |

### 2012
| Équipe              | Championnat | Catégorie | Pilotes                       |
| ------------------- | ----------- | --------- | ----------------------------- |
| Team Taisan Endless | Super GT    | GT300     | Kyosuke Mineo Naoki Yokomizo  |
| Pro GT By Alméras   | GT Tour     |           | Anthony Beltoise Henry Hassid |

### 2013
| Équipe           | Championnat | Pilotes                       |
| ---------------- | ----------- | ----------------------------- |
| IMSA Performance | GT Tour     | Raymond Narac Nicolas Armindo |